# Poltrú
La poltrú o sobrasada poltrú es un tipo de sobrasada hecha en Mallorca o en Menorca que se caracteriza por su gran tamaño y su forma redondeada. Se utiliza tripa más gruesa que para el resto de sobrasadas y el tiempo de secado es también mayor. La sobrasada que se obtiene es de un sabor más seco e intenso que las demás.
- Datos: Q9061509